# Naver
Навіер або Найвер, ориг. Naver від англ. navigate – направляти (ханг.: 네이버) — найбільший інтернет-портал і найпопулярніша пошукова система в Південній Кореї, що належить корпорації Naver Corporation. Був запущений у червні 1999 року групою колишніх співробітників Samsung. Дебютував в якості першого порталу який використовував свої власні алгоритми пошуку. Займав у 2011 році – 70%, 77% в 2015 р. а в 2017 вже 74,7% пошукового ринку країни. 

## Сервіси Naver
- «Junior Naver» або Молодший Навіер (хангиль: 쥬니어 네이버), також відомий як Juniver (хангиль: 쥬니버) – портал для дітей, який вважається подібним до японського Yahooligans (Yahoo! Kids). Junior Naver пропонує такі послуги, як аватари, освітній контент, вікторини, відео, запитання та відповіді, а також домашній помічник. Junior Naver використовує групу експертів та викладачів для відфільтрування шкідливого вмісту, щоб забезпечити безпечне інтернет-середовище для дітей. З тих пір, як його конкуренти Daum Kids та Yahoo Kids закрилися, Junior Naver є єдиним дитячим порталом, що працює в Кореї.

- «LINE Webtoon», Лінія вебтун (хангиль: 네이버 만화) – це платформа вебкоміксів, в якій користувачі мають вільний доступ до різноманітних вебтунів (англ. webtoons), створених професійними художниками. Вони також можуть переглядати вміст платних вебкоміксів, жанру фантастика в інтернеті. Naver також має розділ "Виклик", який дозволяє любителям публікувати та рекламувати власні твори. Є можливість перекладу корейський вебкоміксів й на українську мову, а також офіційно викладати українську адаптацію на центральному сайті[5].

- «Naver Cafe», Навіер Кафе (хангиль: 네이버카페) - це послуга, яка дозволяє користувачам Naver створювати власні інтернет-спільноти. У травні 2017 року було 10,5 мільйонів кафе.

- «Naver Blog», Навіер Блог (хангиль: 네이버블로그) почався з іменем "paper" в червні 2003 року, а в жовтні 2003 року він перетворився на "блог". У квітні 2016 року він налічував уже 23 мільйони користувачів.

- «Naver TV Cast», Навіер телеведучий – це мережа інтернет-трансляції, яка головним чином забезпечує поширення вебдорам, в Naver.

- «Naver Pay», Навіер Платити – мобільна платіжна платформа, яка дозволяе користувачам за допомогою мобільних пристроїв здійснювати транзакції, використовуючи Naver ID, пароль і телефонний номер одержувача грошових коштів. Оплата може бути проведена за допомогою кредитно або дебетової картки[6]